# Гонкурівська премія
Гонкурівська премія (фр. Prix Goncourt) — французька літературна премія, яку присуджують авторам на знак відзначення прозових творів, написаних французькою мовою. Премію присуджують щорічно з 1903 року за рішенням Гонкурівської академії, до складу якої входять відомі французькі літератори.
Назва премії походить від прізвища класиків французької літератури 19 століття — братів Жуля та Едмона де Гонкурів.
При тому, що сума нагороди становить символічні 10 євро, премія вважається однією з найпрестижніших і висуває автора в авангард французької літератури та збільшує продаж його книжок.
Гонкурівську премію можна присудити авторові лише раз за його життя. Однак є один виняток із цього правила: Ромен Гарі здобув цю премію двічі. Вперше — у 1956 році, а вдруге — у 1975-му за твір під псевдонімом Еміля Ажара. Те, що Еміль Ажар і Ромен Гарі одна й та ж особа, з'ясувалося вже після присудження премії Емілю Ажару.

## Лауреати
- 1903 — Джон-Антуан Но, «Ворожа сила» (фр. Force ennemie) (Плюм[fr])
- 1904 — Леон Фрап'є, «Дитячий садок» (фр. La Maternelle) (Альбен Мішель)
- 1905 — Клод Фаррер, «Цивілізовані» (фр. Les Civilisés) (Фламмаріон)
- 1906 — Жером Таро і Жан Таро, «Дінґлі, славетний письменник» (фр. Dingley, l'illustre écrivain) (Кайє де ла Кензен[fr])
- 1907 — Еміль Мозеллі, «Прялка із слонової кістки: лотаринзьке дитинство» (фр. Le Rouet d'ivoire: enfances lorraines) і «Жан де Бребі, або Книжка злиднів» (фр. Jean des Brebis ou le livre de la misère), (Плон)
- 1908 — Франсіс де Міомандр, «По воді писано» (фр. Écrit sur de l'eau...) (Еміль-Поль[fr])
- 1909 — Маріус-Арі Леблон, «У Франції» (фр. En France) (Фаскелль[fr])
- 1910 — Луї Перґо, «Від Лиса до Сороки» (фр. De Goupil à Margot) (Меркюр де Франс)
- 1911 — Альфонс де Шатобріан, «Володар Лурдин» (фр. Monsieur des Lourdines) (Грассе)
- 1912 — Андре Савіньйон, «Дочки дощу» (фр. Filles de la pluie) (Грассе)
- 1913 — Марк Ельдер, «Морський люд» (фр. Le Peuple de la mer) (Кальман-Леві)
- 1914 — премію не присуджено через початок Першої світової війни
- 1915 — Рене Бенжамен, «Гаспар» (фр. Gaspard) (Файяр)
- 1916 — Анрі Барбюс, «Вогонь» (фр. Le Feu) (Фламмаріон) та
 Адрієн Бертран, «Поклик землі» (фр. L'Appel du sol) (Кальман-Леві) (Гонкурівська премія за 1914 рік)
- 1917 — Анрі Малерб, «Смолоскип в руці» (фр. La Flamme au poing) (Альбен Мішель)
- 1918 — Жорж Дюамель, «Цивілізація» (фр. Civilisation) (Меркюр де Франс)
- 1919 — Марсель Пруст, «У затінку дівчат-квіток» (фр. À l'ombre des jeunes filles en fleurs) (частина друга роману У пошуках утраченого часу (фр. À la recherche du temps perdu)) (Галлімар)
- 1920 — Ернест Перошон, «Нене» (фр. Nêne) (Клузо, потім Плон)
- 1921 — Рене Маран, «Батуала» (фр. Batouala) (Альбен Мішель)
- 1922 — Анрі Беро, «Місячна отрута» (фр. Le Vitriol de Lune) та «Переживання товстуна» (фр. Le Martyre de l'obèse) (Галлімар)
- 1923 — Люсьєн Фабр, «Рабевель, або отруєння ріжками» (фр. Rabevel ou le Mal des ardents) (Галлімар)
- 1924 — Тьєрі Сандр, «Жимолость», «Чистилище», «Глава XIII» (фр. Le Chèvrefeuille, le Purgatoire, le Chapitre XIII) (Галлімар)
- 1925 — Моріс Женевуа, «Раболіо» (фр. Raboliot) (Грассе)
- 1926 — Анрі Деберлі, «Муки Федра» (фр. Le Supplice de Phèdre) (Галлімар)
- 1927 — Моріс Бедель, «Жером 60° північної широти» (фр. Jérôme 60° latitude nord) (Галлімар)
- 1928 — Моріс Константен-Вейєр, «Людина над своїм минулим» (фр. Un homme se penche sur son passé) (Рідер)
- 1929 — Марсель Арлан, «Порядок» (фр. L'Ordre) (Галлімар)
- 1930 — Анрі Фоконньє, «Малайзія» (фр. Malaisie) (Сток)
- 1931 — Жан Фаяр, «Хвороба-любов» (фр. Mal d'amour) (Файяр)
- 1932 — Ґі Мазелін, «Вовки» (фр. Les Loups) (Галлімар)
- 1933 — Андре Мальро, «Умови людського існування» (фр. La Condition humaine) (Галлімар)
- 1934 — Роже Версель, «Капітан Конан» (фр. Capitaine Conan) (Альбен Мішель)
- 1935 — Жозеф Пейре, «Кров та світло» (фр. Sang et lumières) (Грассе)
- 1936 — Максанс ван дер Меерш, «Відбиток Бога» (фр. L'Empreinte du dieu) (Альбен Мішель)
- 1937 — Шарль Плісньє, «Фальшиві паспорти» (фр. Faux passeports) (Корреа[fr])
- 1938 — Анрі Труайя, «Павук» (фр. L'Araignée) (Плон)
- 1939 — Філіпп Еріа, «Зіпсовані діти» (фр. Les Enfants gâtés) (Галлімар)
- 1940 — Франсіс Амбрієр, «Великі канікули» (фр. Les Grandes Vacances) (Нова Франція)
- 1941 — Анрі Пурра, «Березневий вітер» (фр. Vent de Mars) (Галлімар)
- 1942 — Марк Бернар, «Немов діти» (фр. Pareils à des enfants) (Галлімар)
- 1943 — Маріус Гру, «Прохід людини» (фр. Passage de l'homme) (Галлімар)
- 1944 — Ельза Тріоле, «За перше пошкодження 200 франків» (фр. Le premier accroc coûte 200 francs) (Галлімар)
- 1945 — Жан-Луї Борі, «Моє село у німецькі часи» (фр. Mon village à l'heure allemande) (Фламмаріон)
- 1946 — Жан-Жак Готьє, «Історія одного вчинку» (фр. Histoire d'un fait divers) (Жюйяр)
- 1947 — Жан-Луї Кюртіс, «Нічні ліси» (фр. Les Forêts de la nuit) (Жюйяр)
- 1948 — Моріс Дрюон, «Великі сім'ї» (фр. Les Grandes Familles) (Жюйяр)
- 1949 — Робер Мерль, «Вікенд в Зюйдкооті» (фр. Week-end à Zuydcoote) (Галлімар)
- 1950 — Поль Колен, «Дикі ігри» (фр. Les Jeux sauvages) (Галлімар)
- 1951 — Жульєн Грак, «Узбережжя Сирту» (фр. Le Rivage des Syrtes) (Жозе Корті), автор відмовився від премії
- 1952 — Беатріс Бек, «Леон Морен, священик» (фр. Léon Morin, prêtre) (Галлімар)
- 1953 — П'єр Гаскар, «Звірі» (фр. Les Bêtes) (Галлімар)
- 1954 — Сімона де Бовуар, «Мандарини» (фр. Les Mandarins) (Галлімар)
- 1955 — Роже Ікор, «Змішані води» (фр. Les Eaux mêlées) (Альбен Мішель)
- 1956 — Ромен Гарі, «Корені неба» (фр. Les Racines du ciel) (Галлімар)
- 1957 — Роже Вайян, «Закон» (фр. La Loi) (Галлімар)
- 1958 — Франсіс Вальдер, «Сен-Жермен, або переговори» (фр. Saint-Germain ou la négociation) (Галлімар)
- 1959 — Андре Шварц-Барт, «Останній із праведників» (фр. Le Dernier des Justes) (Сей)
- 1960 — Вінтіла Оріа, «Бог народився у вигнанні» (фр. Dieu est né en exil), премія призначена, але не вручена автору через політичні переконання[4]
- 1961 — Жан Ко, «Милість Божа» (фр. La Pitié de Dieu) (Галлімар)
- 1962 — Анна Лангфю, «Піщаний багаж» (фр. Les Bagages de sable) (Галлімар)
- 1963 — Арман Лану, «Коли море відступає» (фр. Quand la mer se retire) (Жюйяр)
- 1964 — Жорж Коншон, «Дика держава» (фр. L'État sauvage) (Альбен Мішель)
- 1965 — Жак Борель, «Обожнювання» (фр. L'Adoration) (Галлімар)
- 1966 — Едмонда Шарль-Ру, «Забути Палермо» (фр. Oublier Palerme) (Грассе)
- 1967 — Андре П'єйр де Мандьярг, «Межа» (фр. La Marge) (Галлімар)
- 1968 — Бернар Клавель, «Плоди зими» (фр. Les Fruits de l'hiver) (Робер Лаффон)
- 1969 — Фелісьян Марсо, «Крізі» (фр. Creezy) (Галлімар)
- 1970 — Мішель Турньє, «Вільшаний король» (фр. Le Roi des aulnes) (Галлімар)
- 1971 — Жак Лорен, «Нісенітниці» (фр. Les Bêtises) (Грассе)
- 1972 — Жан Карр'єр, «Яструб із Майє» (фр. L'Épervier de Maheux) (Ж.-Ж. Повер[fr])
- 1973 — Жак Шессе, «Нелюд» (фр. L'Ogre) (Грассе)
- 1974 — Паскаль Лене, «Мереживниця» (фр. La Dentellière) (Галлімар)
- 1975 — Ромен Гарі під псевдонімом Еміль Ажар, «Життя попереду» (фр. La Vie devant soi) (Меркюр де Франс)
- 1976 — Патрік Ґренвій, «Палаючі» (фр. Les Flamboyants) (Сей)
- 1977 — Дідьє Декоен, «Джон-Пекло» (фр. John l'Enfer) (Сей)
- 1978 — Патрік Модіано, «Вулиця темних крамниць» (фр. Rue des Boutiques Obscures) (Галлімар)
- 1979 — Антонін Майє, «Пелажі-Візок» (фр. Pélagie la Charrette) (Грассе)
- 1980 — Ів Наварр, «Зоосад» (фр. Le Jardin d'acclimatation) (Фламмаріон)
- 1981 — Люсьєн Бодар, «Анна Марія» (фр. Anne Marie) (Грассе)
- 1982 — Домінік Фернандес, «В руці у янгола» (фр. Dans la main de l'Ange) (Грассе)
- 1983 — Фредерік Трістан, «Загублені» (фр. Les Égarés) (Баллан[fr])
- 1984 — Маргеріт Дюрас, «Коханець» (фр. L'Amant) (Мінюї)
- 1985 — Ян Кеффелек, «Весілля варварів» (фр. Les Noces barbares) (Галлімар)
- 1986 — Мішель Ост, «Нічний слуга» (фр. Valet de nuit) (Грассе)
- 1987 — Тагар Бен Джеллун, «Священна ніч» (фр. La Nuit sacrée) (Сей)
- 1988 — Ерік Орсенна, «Колоніальна виставка» (фр. L'Exposition coloniale) (Сей)
- 1989 — Жан Вотрен, «Великий крок до доброго бога» (фр. Un grand pas vers le Bon Dieu) (Грассе)
- 1990 — Жан Руо, «Поля слави» (фр. Les Champs d'honneur) (Мінюї)
- 1991 — П'єр Комбеско, «Дочки Голгофи» (фр. Les Filles du Calvaire) (Грассе)
- 1992 — Патрік Шамуазо, «Тексако» (фр. Texaco) (Галлімар)
- 1993 — Амін Маалуф, «Скеля Таніоса» (фр. Le Rocher de Tanios) (Грассе)
- 1994 — Дідьє Ван Ковелер, «Шлях в один кінець» (фр. Un aller simple) (Альбен Мішель)
- 1995 — Андрій Макін, «Французький заповіт» (фр. Le Testament français) (Меркюр де Франс)
- 1996 — Паскаль Роз, «Мисливець Зеро» (фр. Le Chasseur Zéro) (Альбен Мішель)
- 1997 — Патрік Рамбо, «Битва» (фр. La Bataille) (Грассе)
- 1998 — Поль Констан, «Відвертість за відвертість» (фр. Confidence pour confidence) (Галлімар)
- 1999 — Жан Ешноз, «Я йду» (фр. Je m'en vais) (Мінюї)
- 2000 — Жан-Жак Шуль, «Інґрід Каван» (фр. Ingrid Caven) (Галлімар)
- 2001 — Жан-Крістоф Рюфен, «Червона Бразилія» (фр. Rouge Brésil) (Галлімар)
- 2002 — Паскаль Кіньяр, «Блукаючі тіні» (фр. Les Ombres errantes) (Грассе)
- 2003 — Жак-П'єр Аметт, «Коханка Брехта» (фр. La Maîtresse de Brecht) (Альбен Мішель)
- 2004 — Лоран Годе, «Сонце Скорта» (фр. Le Soleil des Scorta) (Акт Сюд[fr])
- 2005 — Франсуа Веєрган, «Три дні у моєї матері» (фр. Trois jours chez ma mère) (Ґрассе)
- 2006 — Джонатан Літтел, «Благоволительки» (фр. Les Bienveillantes) (Галлімар)
- 2007 — Жіль Леруа, «Пісня Алабами» (фр. Alabama song) (Меркюр де Франс)
- 2008 — Атік Рагімі, «Камінь терпіння» (фр. Syngué sabour. Pierre de patience) (P.O.L.[fr])
- 2009 — Марі Ндіай, «Три сильні жінки» (фр. Trois Femmes puissantes) (Галлімар)
- 2010 — Мішель Уельбек, «Карта і територія» (фр. La carte et le territoire) (Фламмаріон)
- 2011 — Алексіс Женні, «Французьке мистецтво війни» (фр. L'Art français de la guerre) (Галлімар)
- 2012 — Жером Феррарі, «Проповідь про падіння Риму» (фр. Le Sermon sur la chute de Rome) (Actes Sud, coll. Domaine français)
- 2013 — П'єр Леметр, «До побачення там, нагорі» (фр. Au revoir là-haut) (Альбен Мішель)
- 2014 — Лідія Сальвер, «Не плакати» (фр. Pas pleurer) (Сей)
- 2015 — Матіас Енар, «Компас» (фр. Boussole) (Actes Sud)
- 2016 — Лейла Слімані, «Солодка пісня» (фр. Chanson douce) (Галлімар)
- 2017 — Ерік В'юйяр, «Порядок денний» (фр. L'Ordre du jour) (Actes Sud)
- 2018 — Нікола Матьє, «Діти їхні» (фр. Leurs enfants après eux) (Actes Sud)
- 2019 — Жан-Поль Дюбуа, «Не всі живуть у світі однаковим чином» (фр. La plus secrète mémoire des hommes) (L'Olivier[fr])
- 2020 — Ерве Ле Телльє, «Аномалія» (фр. L'Anomalie) (Галлімар)
- 2021 — Могамед Мбуґар Сарр, «Найпотаємніший спогад людський» (фр. La plus secrète mémoire des hommes) (Philippe Rey[fr])
- 2022 — Брижіт Жіро, «Жити швидко» (фр. Vivre vite) (Фламмаріон)
- 2023 — Жан-Батіст Андреа, «Бережи її» (фр. Veiller sur elle) (L'Iconoclaste[fr])
- 2024 — Камель Дауд, «Гурії» (фр. Houris), видавництво Ґаллімар.

## Премія в літературі
У 1951 році французький письменник П'єр Гамарра написав детектив «Вбивці — Ґонкурівська премія». Щоб уникнути звинувачень у навмисному підриві престижу премії, перед текстом роману було поміщено повідомлення: «Усі факти і герої цього роману вигадані. Ґонкурівська премія взята тільки тому, що вона найвідоміша з усіх літературних премій, але можна було б з таким же успіхом замінити її будь-якою іншою».